# Unión Sionista
Unión Sionista (en hebreo: המחנה הציוני‎) (transliterado: HaMaḥane HaẒioni) fue una alianza política israelí de centroizquierda. Fue creada el 11 de diciembre de 2014 por el Partido Laborista y Hatnuah con tal de crear una lista conjunta para participar en las elecciones parlamentarias del 17 de marzo de 2015. Fue disuelta el 1 de enero de 2019 luego de diversas tensiones entre sus partidos integrantes producto de la conformación de candidaturas para las siguientes elecciones parlamentarias.

## Historia
El Partido Laborista y Hatnuah acordaron el 10 de diciembre de 2014 la creación de una lista conjunta. Esto fue establecido para crear una gran lista electoral del bloque de centroizquierda, con la esperar de liderar el gobierno. La líder de Hatnuah, Tzipi Livni, señaló que otros partidos también serían parte de la alianza. Livni y el líder laborista Isaac Herzog inicialmente señalaron que si la coalición obtenía suficientes escaños para liderar el próximo gobierno, ellos rotarían en el cargo de primer ministro, con Herzog durante la primera mitad del cargo de 4 años de duración de la Knesset y Livni en la segunda mitad, aunque Livni anunció el 16 de marzo de 2015 que sólo Herzog tendría el cargo de primer ministro.
Manuel Trajtenberg, candidato número 11 en la lista, es candidato para ministro de Finanzas. Amos Yadlin es el candidato de la lista para ministro de Defensa, aunque él no es candidato para el Parlamento. El Movimiento Verde también está representado mediante la adición de Yael Cohem Paran en representación de los miembros de Hatnuah.

## Plataforma
Los asuntos clave para la Unión Sionista son solucionar los problemas económicos como la crisis habitacional y la brecha entre ricos y pobres, reiniciar negociaciones con los palestinos, y reparar los lazos con Washington.
| Año  | Líder        | Votos        | %      | Resultado | +/- | Gob       |
| ---- | ------------ | ------------ | ------ | --------- | --- | --------- |
| 2015 | Isaac Herzog | 786.313 (#2) | 18,67% | 24/120    | 3   | Oposición |

## Lista de candidatos de 2015
1. Isaac Herzog
2. Tzipi Livni
3. Shelly Yahimovich
4. Stav Shafir
5. Itzik Shmuli
6. Omer Bar-Lev
7. Yehiel Bar
8. Amir Peretz
9. Merav Michaeli
10. Eitan Cabel
11. Manuel Trajtenberg
12. Erel Margalit
13. Mickey Rosenthal
14. Revital Swid
15. Danny Atar
16. Yoel Hasson
17. Zouheir Bahloul
18. Eitan Broshi
19. Michal Biran
20. Nachman Shai
21. Ksenia Svetlova
22. Ayelet NahmiasVerbin
23. Yossi Yona
24. Eyal BenReuven
25. Yael Cohen Paran
26. Saleh Saad
27. Leah Fadida
28. Robert Tibayev
29. Moshe Mizrahi
30. Eldad Yaniv
31. Asheret Bahira Berdugo
32. Gilad Kariv
33. Ariel Eitan Schwartz
34. Ellis Florentina Goldman
35. Alon Pilz
36. Shimon Brown
37. Chaya Cohen
38. Nazar Aalimi
39. Ibrahim Abu Sabih
40. Solomon Trudy
41. Lior Carmel
42. Lemuel Melamed
43. Mark "Marco" Serbia
44. Alon Giladi
45. Zahava Ailani
46. Simon Alfassi
47. Uri Keidar
48. Nikola Masad
49. Israel Ziv
50. Richard Peres
51. Sigal Moran
52. Adir Vishniya
53. Farhan Abu Riyashi
54. Yamin Suissa
55. Daniel Amnon
56. Zohar Neumark
57. Nir Shardatzki
58. Julius Madler
59. Naah Golani
60. Emanuel Shahaf
61. Boris Eisenberg
62. Shulamit Ashbol
63. Mihal Silberberg
64. Roberto Nathanson Goldstrum
65. Joseph Attia
66. Pathi Amara
67. Yehezkel Engler
68. Shalom Kotler
69. Almog Adonsky
70. Samuel Mizrahi
71. Ayal Ostrinski
72. Joseph Vanunu
73. Eliyahu Sadan
74. Amiram Strolob
75. Eli Eliyahu Oren
76. Mishel Halimi
77. Samuel Bezaleli
78. Shalom Moyal
79. Shulamit Shula Cohen
80. Daniel Azoulay
81. David Magen
82. Zion Adiri
83. Roei Ben-David
84. Ali Shivli
85. Moshe Pines Tomer
86. Debbie Zahavi Ben-Ami
87. Yitzchak Isaac Cholavski
88. Dan Bilker
89. Ibrahim Abu Ras
90. Israel Hirschhorn
91. Avraham Dagani
92. Orah Haham
93. David Arieli
94. Yael Miriam Sinai
95. Moshe Ben Atar
96. Tzvi Magen
97. Tal Yechezkel Elovitzi
98. Tamar Shahori
99. Ehud Sutzkever
100. Ilana Pinto
101. Doron Sapir
102. Isaac Yemini
103. Amnon Zach
104. Arik Hadad
105. Michael Mordechai Biton
106. Alon Natan Schuster
107. Shlomo Bohbot
108. Adi Eldar
109. Eli Amir
110. Shimon Sheetrit
111. Ophir Pines-Paz
112. Ronen Cohen
113. Uzi Baram
114. Avraham Shochat
115. Shevach Weiss
116. David Libai
117. Moshe Shahal
118. Aharon Yadlin
119. Shlomo Hillel
120. Yitzhak Navon[10]